# Karl Lashley
Karl Spencer Lashley (Davis, 7 giugno 1890 – Poitiers, 7 agosto 1958) è stato un neuropsicologo statunitense.
Secondo l'associazione statunitense di psicologia, Lashley è stato il sessantunesimo psicologo più eminente del ventesimo secolo.

## Biografia

### Origini
Karl nacque in una agiata famiglia della classe media di origini inglesi. Un suo bisnonno paterno, Henry Lashley, possedeva una conceria e una fabbrica di mattoni a Gilpin, nel Maryland, e in vari momenti ebbe dei piccoli negozi a Flintstone, Cumberland e Davis; teneva in poco conto l'istruzione, così non appena i figli ottennero la licenza elementare, li mandò a lavorare presso di sé. Jacob Lashley, nonno di Karl, divenne gestore del negozio a Davis, che poi lasciò a Charles Gilpin Lashley, padre di Karl; quest'ultimo, inoltre, aprì una piccola banca, fu sindaco di Davis per diversi mandati e direttore di ufficio postale durante le amministrazioni di Benjamin Harrison, Calvin Coolidge e Herbert Hoover.
Per quanto riguarda l'altro ramo della famiglia, un suo bisnonno materno era Osa Spencer, anch'egli di origini inglesi; dalla seconda moglie, Anna Mercer, ebbe sette figli, tra cui David Hatton Spencer, nonno di Karl, morto precocemente, ma che nonostante ciò ebbe nove figli da Maria Chalfonte. Quest'ultima, che gestì per trentasei anni la fattoria di famiglia fino alla propria morte all'età di novant'anni, era figlia di William Chalfonte e di Elizabeth Edwards, discendente di Jonathan Edwards. Tra i nove figli vi fu anche la madre di Karl, Maggie Blanche Spencer, che ricevette una normale istruzione scolastica e iniziò a insegnare in una scuola di paese all'età di sedici anni; avida lettrice, si costruì una libreria personale con più di duemila volumi. Licenziatasi dopo il matrimonio, continuò a insegnare in casa propria alle donne che si recavano lì, variando dall'educazione civica alla poesia greca fino al dramma; inoltre, aprì uno studio fotografico commerciale e imparò l'arte della pittura e della cottura della porcellana.

### Primi anni
Figlio unico di Meggie e Charles Lashley, Karl fu fortemente influenzato nei primi anni di vita dalla madre, dalla quale acquisì l'amore per la natura e per lo studio, frequentando la vasta libreria di casa e passando gran parte dell'infanzia in solitudine e in presenza di adulti. All'età di quattro anni ebbe la possibilità di andare in una scuola privata e imparò così a leggere; nel 1894, a causa della febbre dell'oro, la famiglia si trasferì a Elk Garden, mandando il piccolo Karl nella locale scuola pubblica nel 1895 e poi in quella di Hartmansville nel 1896, dove si erano ulteriormente spostati. La famiglia successivamente andò a Los Angeles e nel 1897 a Seattle; Karl, alla fine, si diplomò all'età di quattordici anni a Davis. Entrato all'Università della Virginia Occidentale, inizialmente si trovò spaesato: era vagamente interessato all'ingegneria, suo padre voleva che studiasse medicina, mentre sua madre voleva che si laureasse in arte. Assecondando la decisione di quest'ultima e andando a iscriversi al corso di laurea in latino, il segretario universitario lo convinse a scegliere il corso di inglese; tra le materie facoltative optò per zoologia. Quest'ultima veniva insegnata dal neurologo John Black Johnston, unico professore di quella disciplina in quell'ateneo. Questi ebbe una profonda influenza sul sedicenne, tanto che Lashley molti anni più tardi affermò che "poche settimane dopo l'inizio delle lezioni sapevo che avevo trovato il lavoro della mia vita".
All'inizio del trimestre accademico successivo, il segretario di facoltà decise di rimpiazzare le lezioni di zoologia con quelle di antico inglese; anziché accettare la scelta, Karl cambiò il corso di laurea da inglese a quello di zoologia, in quanto rispecchiava i suoi interessi per gli animali, per i disegni a mano libera e per il materialismo che iniziava vagamente a formulare già a sedici anni. Cominciò così a studiare zoologia generale e anatomia comparata con Johnston, ma quest'ultimo se ne andò alla fine dell'anno accademico e fu sostituito da Albert Moore Reese, il quale nominò Lashley assistente universitario. Durante il secondo anno, seguì le lezioni di embriologia, istologia, comportamento animale e di tecnica generale.

### Carriera
Laureatosi nel 1910, fece domanda e ottenne una borsa di studio in biologia all'Università di Pittsburgh. Da quel momentò, insegnò in molte sezioni di laboratorio per il corso di biologia e fece attività di ricerca per la propria tesi di laurea specialistica, lavorando a stretto contatto con il ricercatore Karl Dallenbach. Conseguita la specialistica nel giugno del 1911, trascorse l'estate ai laboratori Carnegie a Cold Spring Harbor, dove studio i cirri nei ciliati. Questo lavoro attirò l'attenzione dello zoologo Herbert Spencer Jennings, il quale offrì a Lashley una borsa di studio all'Università Johns Hopkins che questi accettò. Alla Hopkins Lashley affiancò Jennings nella ricerca sui parameci e Samuel Ottmar Mast nella comprensione del comportamento degli invertebrati. Nel 1914 discusse la propria tesi di dottorato sull'eredità della riproduzione assessuale degli idra.
L'interesse per la psicologia, sorto dapprima a Pittsburgh con Dallenbach, continuò poi alla Hopkins con lo psichiatra Adolf Meyer, direttore della clinica psichiatrica "Henry Phipps". Mentre era dottorando in zoologia, scelse di seguire i corsi tenuti da Meyer e da John Broadus Watson; l'impatto di quest'ultimo fu tale, che quarantaquattro anni più tardi Lashley affermò che "chiunque conosca la psicologia statunitense odierna sa che il suo valore deriva dalla biologia e da Watson".
Dopo il conseguimento del dottorato di ricerca, Lashley restò alla Hopkins come ricercatore di zoologia e nell'estate del 1914 eseguì con Watson degli esperimenti sul campo sul comportamento degli uccelli marini: fecero le proprie osservazioni a Bird Key nelle Dry Tortugas, concentrandosi soprattutto sul senso di orientamento, sulla nidificazione e sull'accoppiamento delle sterne. Nello stesso anno compì degli esperimenti sull'acquisizione delle abilità motorie in soggetti umani, sulla visione dei colori degli uccelli e sul condizionamento dei riflessi salivari. Nell'anno accademico 1915-1916, venne confermato nella veste di ricercatore alla Hopkins e gli fu assegnato un laboratorio nel piano seminterrato adiacente a quello di un giovane ricercatore, William Hay Taliaferro, con cui ebbe un legame di amicizia per il resto della vita, e continuò a collaborare con Watson nello studio della stricnina e di altre sostanze sui ratti. Nello stesso periodo si recò spesso a Washington, in quanto interessato al lavoro di Shepherd Ivory Franz, che analizzava il comportamento di pazienti cerebrolesi all'ospedale St. Elizabeths, oltre a effettuare esperimenti sugli animali per indagare la condotta dopo operazioni che avevano portato a lesioni cerebrali. Smanioso di imparare le tecniche chirurgiche, dovette prima prepararsi nello studio del corpo umano, che comprendeva il fotografare corpi femminili nudi, dopodiché passò all'analisi di casi neurologici in reparto medico. Infine, acquisì le abilità chirurgiche e istologiche che permisero l'inizio di un grande programma di studi sulle basi neurali dell'apprendimento.
La prima posizione professionale a tempo pieno che fu assegnata a Lashley fu quella di docente di psicologia all'Università del Minnesota, dove cominciò a lavorare nell'autunno del 1917. La sua nomina fu voluta da Robert Yerkes, che avrebbe dovuto assumere la direzione del dipartimento di psicologia, ma che invece venne chiamato per organizzare il consiglio nazionale delle ricerche a Washington. A causa di ciò, il morale nel dipartimento precipitò e Lashley alla fine del primo anno lasciò chiendendo un congedo. Nel 1918 Lashley sposò Edith Anne Baker, una promettente pianista che non poté proseguire nella propria carriera professionale a causa di una grave forma di asma; l'anno seguente, nel 1919, la coppia diede alla luce un figlio maschio che morì poco dopo la nascita.
Si trasferì a Baltimora, dopo aver accettato un posto nella commissione interministeriale di igiene sociale degli Stati Uniti d'America, ma Lashley risultò essere inadatto a tale posizione. Nel 1920, Richard Maurice Elliott, che l'anno prima era diventato direttore del dipartimento di psicologia all'Università del Minnesota, convinse Lashley a tornare in qualità di assistente universitario; dopo un solo anno accademico, Elliott insistette e ottenne dall'università che Lashley venisse designato professore associato. Dopo ulteriori due anni, nonché all'età di trentaquattro anni, Lashley divenne professore ordinario.
Nel 1926 si trasferì a Chicago dopo essere stato nominato ricercatore di psicologia associato al fondo di ricerca comportamentale dell'Istituto di ricerca giovanile, diventando nel 1929 professore di psicologia all'Università di Chicago, incarico che mantenne fino al 1935. Divenuto rettore dell'Università di Harvard, James Bryant Conant decise di mettere in piedi un comitato ad hoc affinché trovasse "il miglior psicologo al mondo" che avrebbe dovuto assumere un ruolo di rilievo ad Harvard; scelto dal comitato, Lashley accettò la carica di professore di psicologia e si sistemò nei nuovi laboratori di biologia. Nel 1937, venne nominato professore responsabile della ricerca in neuropsicologia e nel 1942, mantenendo tale titolo, divenne altresì direttore dei Laboratori di biologia dei primati "Yerkes", situati a Orange Park, incarico che conservò per i successivi tredici anni. In questo periodo si recava una volta all'anno nella sede centrale di Harvard a Cambridge per tenere un seminario di due settimane agli studenti della specialistica.

### Ultimi anni
Nel 1948 morì la moglie Edith e Lashley rimase vedovo per i successivi nove anni. Andato in pensione nel 1955, sposò Klara Imredy, vedova dello psicologo ungherese Pál Harkai Schiller, il 9 giugno 1957, con la quale viaggiò da una parte all'altra degli Stati Uniti, in Alaska e in Europa, e la aiutò nella stesura del saggio scientifico Instinctive Behavior, basato sugli studi di Schiller.

## Pensiero e ricerca scientifica
Nel corso di tutta la carriera professionale Lashley si domandò come funzionasse il sistema nervoso centrale, ma non ritenne che lui o qualcun altro avesse compiuto qualche significativo progresso in merito.
(Lettera a Francis Walshe)
Sebbene a volte venga inserito tra le file del comportamentismo, in quanto collaboratore di Watson negli anni dieci del ventesimo secolo e spesso studioso del comportamento, Lashley dimostrò una certa autonomia di pensiero ed espresse talvolta delle critiche alla scuola comportamentista. Nel 1923 scrisse un'analisi per la rivista scientifica Psychological Bulletin dal titolo "The Behavioristic Interpretation of Consciousness", in cui delineava le caratteristiche e i limiti epistemologici del comportamentismo.
Nel suo unico saggio scientifico Meccanismi del cervello e intelligenza, Lashley enunciò i principi di azione di massa ed equipotenzialità. Il primo è il risultato dell'apprendimento che viene mediato dalla corteccia cerebrale che lavora nella sua interezza; l'equipotenzialità, invece, è la capacità apparente di qualsiasi parte integrante di un cervello funzionale da svolgere le funzioni perdute dalla distruzione di una sua parte.

## Opere
- Karl Spencer Lashley, Brain Mechanisms and Intelligence, Chicago, University of Chicago Press, 1929.
  -  Meccanismi del cervello e intelligenza, traduzione di Giovannantonio Forabosco, Milano, FrancoAngeli, 1979.